# 기타칸토

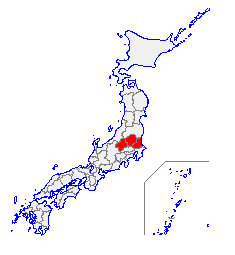
기타칸토의 위치.

기타칸토(일본어: 北関東, 문화어: 기따간또)는 간토 지방의 북부와 중북부 지역을 가리키는 이름이다. 이바라키현, 도치기현, 군마현의 3현을 말하며, 여기에 사이타마현이 포함되기도 한다.